# Frank Saborowski
Frank Saborowski (* 14. März 1958 in Dinslaken) ist ein ehemaliger deutscher Fußballspieler und -trainer.

## Karriere
Saborowski brachte es als Abwehrspieler für den MSV Duisburg, Bayer 04 Leverkusen, VfL Bochum auf insgesamt 118 Bundesligaspiele, in denen er zwei Tore erzielte, und kam auf weitere 80 Zweitligaspiele für Duisburg und Rot-Weiss Essen. Beim Oberliga-Absteiger VfB 06 Langenfeld übernahm er 1989 das Amt des Spielertrainers.
In späteren Jahren wurde er Fußballtrainer und war oft in Zusammenarbeit mit “Jupp” Tenhagen als Co-Trainer tätig – so für den 1. FC Bocholt, die SG Wattenscheid 09 und den Zweitligisten LR Ahlen. Nach einem Jahr beim westfälischen Landesligisten SC Hassel kehrte Saborowski an den Niederrhein zu seinem Heimatverein VfB Lohberg zurück. Den Bezirksligisten TV Jahn Hiesfeld führte er 2008 zum Landesliga-Aufstieg. Danach trainierte er in der Hinrunde 2008/09 den Westfalenligisten Westfalia Rhynern. Zuletzt war er bis zum Sommer 2016 für den Voerder A-Kreisligisten Glückauf Möllen verantwortlich.
Frank Saborowski bestritt in jungen Jahren zwei Spiele für die deutsche B-Nationalmannschaft.